# U.d.T.
Die Abkürzung u.d.T. steht für unter dem Titel und wird bei Literaturangaben von Büchern oder anderen Publikationen verwendet. Wenn beispielsweise ein Titel nach der Erstveröffentlichung zu einem späteren Zeitpunkt unter einer anderen Bezeichnung erscheint, können untereinander abweichende Betitelungen durch die Abkürzung u.d.T. deutlich gemacht werden. Die Abkürzung wird auch für die Abgrenzung verschiedener Auflagen des gleichen Werks verwendet.

## Beispiel
Kofler, Michael (2013): Linux 2013. das Desktop- und Server-Handbuch für Ubuntu, Debian, CentOS und Co. 12., überarb. und erw. Aufl. München: Addison-Wesley.

### Frühere Version
11. Aufl. u.d.T.: Kofler, Michael: Linux 2012 